# 정지원 (뮤지컬 배우)
보일제목
정지원(2003년 3월 2일 ~ )은 대한민국의 뮤지컬 배우다.

## 방송
- 2021 DIMF 뮤지컬 스타 (2021) - Top14